# William M. Mann
William Montana Mann (n. 1886 – d. 1960) a fost un entomolog american și al cincilea director al Grădinii Zoologice Naționale din Washington, D.C. din 1925 până în 1956. În 1921, el a călătorit în Expediția Mulford în Amazonia. În 1926, s-a căsătorit cu Lucile Quarry Mann. Cei doi au lucrat împreună ca o echipă pentru a îmbunătăți și promova grădina zoologică, inclusiv mergând în expediții în întreaga lume pentru a colecta specimene vii pentru colecția grădinii zoologice.  A absolvit Washington State University și Harvard University.

## Moștenire
Mann este comemorat în denumirile științifice a cinci specii și subspecii de reptile: „Amphisbaena manni”, „Lepidodactylus manni”, „Letheobia manni", „Lygodactylus manni” și „Rhinoclemmys pulcherrima manni”.

## Publicații
- Mann, W. M. 1912. Parabiosis in Brazilian ants. Psyche (Camb.) 19: 36-41 [1912-IV]
- Mann, W. M. 1915. A new form of a southern ant from Naushon Island, Massachusetts. Psyche (Camb.) 22: 51
- Mann, W. M. 1916. The Stanford Expedition to Brazil, 1911, John C. Branner, Director. The ants of Brazil. Bull. Mus. Comp. Zool. 60: 399-490
- Mann, W. M. 1919. The ants of the British Solomon Islands. Bull. Mus. Comp. Zool. 63: 273-391
- Mann, W. M. 1920b. Additions to the ant fauna of the West Indies and Central America. Bull. Am. Mus. Nat. Hist. 42: 403-439
- Mann, W. M. 1921. The ants of the Fiji Islands. Bull. Mus. Comp. Zool. 64: 401-499
- Mann, W. M. 1922. Ants from Honduras and Guatemala. Proc. U. S. Natl. Mus. 61: 1-54
- Mann, W. M. 1923. Two new ants from Bolivia. (Results of the Mulford Biological Exploration. - Entomology.). Psyche (Camb.) 30: 13-18
- Mann, W. M. 1924a. Notes on Cuban ants. Psyche (Camb.) 31: 19-23
- Mann, W. M. 1925a. New beetle guests of army ants. J. Wash. Acad. Sci. 15: 73-77
- Mann, W. M. 1925b. Ants collected by the University of Iowa Fiji-New Zealand Expedition. Stud. Nat. Hist. Iowa Univ. 11(4 4: 5-6
- Mann, W. M. 1926. Some new neotropical ants. Psyche (Camb.) 33: 97-107
- Mann, W. M. 1929. Notes on Cuban ants of the genus Macromischa (Hymenoptera: Formicidae). Proc. Entomol. Soc. Wash. 31: 161-166
- Mann, W. M. 1931. A new ant from Porto Rico. J. Wash. Acad. Sci. 21: 440-441
- Mann, W. M. 1935. Two new ants collected in quarantine. Psyche (Camb.) 42: 35-37
- Mann, W. M. 1950. Ant Hill Odyssey, Little, Brown and Company, Boston
- Wheeler, W. M.; Mann, W. M. 1914. The ants of Haiti. Bull. Am. Mus. Nat. Hist. 33: 1-61
- Wheeler, W. M.; Mann, W. M. 1916. The ants of the Phillips Expedition to Palestine during 1914. Bull. Mus. Comp. Zool. 60: 167-174
- Wheeler, W. M.; Mann, W. M. 1942a. [Untitled. Pseudomyrma picta Stitz var. heterogyna Wheeler and Mann, var. nov.]. pp. 172–173 in: Wheeler, W. M. Studies of Neotropical ant-plants and their ants. Bull. Mus. Comp. Zool. 90:1-262.
- Wheeler, W. M.; Mann, W. M. 1942b. [Untitled. Pseudomyrma triplarina (Weddell) var. rurrenabaquensis Wheeler & Mann, var. nov.]. pp. 188–189 in: Wheeler, W. M. Studies of Neotropical ant-plants and their ants. Bull. Mus. Comp. Zool. 90:1-262.
- Wheeler, W. M.; Mann, W. M. 1942c. [Untitled. Allomerus decemarticulatus Mayr subsp. novemarticulatus Wheeler & Mann, subsp. nov.]. P. 199 in: Wheeler, W. M. Studies of Neotropical ant-plants and their ants. Bull. Mus. Comp. Zool. 90:1-262.
- Wheeler, W. M.; Mann, W. M. 1942g. [Untitled. Azteca brevicornis Mayr var. boliviana Wheeler & Mann, var. nov.]. P. 225 in: Wheeler, W. M. Studies of Neotropical ant-plants and their ants. Bull. Mus. Comp. Zool. 90:1-262.
- Wheeler, W. M.; Mann, W. M. 1942h. [Untitled. Azteca ulei Forel var. gagatina Wheeler and Mann var. nov.]. P. 246 in: Wheeler, W. M. Studies of Neotropical ant-plants and their ants. Bull. Mus. Comp. Zool. 90:1-262.
- Wheeler, W. M.; Mann, W. M. 1942i. [Untitled. Myrmelachista (Decamera) schumanni Emery var. cordincola Wheeler & Mann, var. nov.]. P. 255 in: Wheeler, W. M. Studies of Neotropical ant-plants and their ants. Bull. Mus. Comp. Zool. 90:1-262.[10]